# Берак
Берак (фр. Berrac) насеље је и општина у јужној Француској у региону Миди Пирене, у департману Жерс која припада префектури Кондом.
По подацима из 2011. године у општини је живело 109 становника, а густина насељености је износила 13,64 становника/km². Општина се простире на површини од 7,99 km². Налази се на средњој надморској висини од 187 метара (максималној 207 m, а минималној 73 m).

## Демографија
| 1962. | 1968. | 1975. | 1982. | 1990. | 1999. | 2011. |
| ----- | ----- | ----- | ----- | ----- | ----- | ----- |
| 95    | 128   | 102   | 90    | 101   | 90    | 109   |

График промене броја становника у току последњих година